# Гоумстаун (Міссурі)
Гоумстаун (англ. Homestown) — місто (англ. city) в США, в окрузі Пеміскот штату Міссурі. Населення — 73 особи (2020).

## Географія
Гоумстаун розташований за координатами 36°19′55″ пн. ш. 89°49′27″ зх. д. / 36.33194° пн. ш. 89.82417° зх. д. (36.331823, -89.824233).  За даними Бюро перепису населення США в 2010 році місто мало площу 0,32 км², уся площа — суходіл.

## Демографія
Згідно з переписом 2010 року, у місті мешкала 151 особа в 53 домогосподарствах у складі 38 родин. Густота населення становила 472 особи/км².  Було 66 помешкань (206/км²).
Расовий склад населення:
| - 95,4 % — чорних або афроамериканців - 2,6 % — білих - 0,7 % — корінних американців |

До двох чи більше рас належало 1,3 %. Частка іспаномовних становила 0,0 % від усіх жителів.
За віковим діапазоном населення розподілялося таким чином: 29,8 % — особи молодші 18 років, 62,3 % — особи у віці 18—64 років, 7,9 % — особи у віці 65 років та старші. Медіана віку мешканця становила 32,6 року. На 100 осіб жіночої статі у місті припадало 112,7 чоловіків;  на 100 жінок у віці від 18 років та старших — 100,0 чоловіків також старших 18 років.
Середній дохід на одне домашнє господарство  становив 32 905 доларів США (медіана — 21 875), а середній дохід на одну сім'ю — 41 097 доларів (медіана — 24 583). За межею бідності перебувало 65,7 % осіб, у тому числі 88,7 % дітей у віці до 18 років та 52,6 % осіб у віці 65 років та старших.
Цивільне працевлаштоване населення становило 49 осіб. Основні галузі зайнятості: виробництво — 34,7 %, освіта, охорона здоров'я та соціальна допомога — 28,6 %, мистецтво, розваги та відпочинок — 20,4 %.